# Albert Vande Weghe

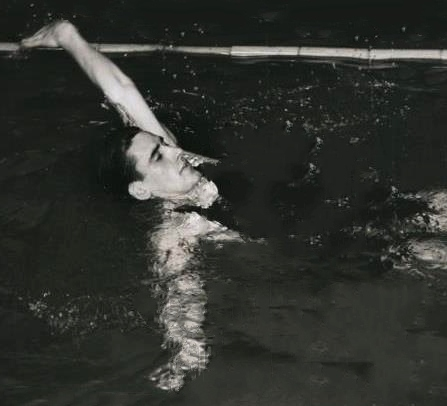
Albert Vande Weghe (1938)

Albert „Al“ Joseph Vande Weghe (* 28. Juli 1916 in New York City, New York; † 13. August 2002 in Tulsa, Oklahoma) war ein Schwimmer aus den Vereinigten Staaten. Er gewann 1936 eine olympische Silbermedaille.

## Karriere
Albert Vande Weghe schwamm für den Newark Athletic Club und besuchte die Patterson High School und die Hunn School, bevor er 1936 an die Princeton University ging. Vande Weghe gewann sechs College-Meistertitel und fünf nationale Meistertitel der Vereinigten Staaten. Er stellte 1934 einen Weltrekord über 100 Meter Rücken und über 200 Meter Rücken auf, die 1935 von seinem Landsmann Adolph Kiefer unterboten wurden. Vande Weghe war der erste Mann, der die 100 Yards Rücken unter einer Minute schwamm. Bei den US-Meisterschaften 1934 führte er erstmals den Flip vor, eine neue Wendetechnik für Rückenschwimmer.
Bei den Olympischen Sommerspielen 1936 in Berlin stand nur der Wettbewerb über 100 Meter Rücken auf dem olympischen Programm. Im Vorlauf schwamm Vande Weghe die achtschnellste Zeit. Im Halbfinale war Adolph Kiefer der Schnellste, dahinter kamen mit Albert Vande Weghe und Taylor Drysdale die beiden anderen Schwimmer aus den Vereinigten Staaten. Das Finale gewann Kiefer vor Vande Weghe, Dritter wurde der Japaner Masaji Kiyokawa mit einer Sekunde Vorsprung auf Drysdale, der vor zwei weiteren Japanern Vierter wurde.
Nach dem Zweiten Weltkrieg arbeitete Vande Weghe 35 Jahre als Chemiker für E. I. du Pont de Nemours and Company.
1990 wurde er in die International Swimming Hall of Fame (ISHOF) aufgenommen. Tauna Vandeweghe, die 1976 als Rückenschwimmerin für die Vereinigten Staaten an den Olympischen Spielen teilnahm, und ihr Bruder, der Basketballspieler Kiki Vandeweghe sind mit Albert Vande Weghe verwandt.